# سویا (شهر)
سویا (به اسپانیایی: Sevilla; تلفظ: [seˈβi(ɟ)ʝa] () مرکز بخش خودمختار اندلس و استان سویا در کشور اسپانیا و بزرگ‌ترین شهر آن و چهارمین شهر بزرگ اسپانیا است. این شهر در پایین دست رودخانه گوادالکیبیر و در جنوب غربی شبه‌جزیره ایبریا واقع شده‌است.
سویا در سال ۲۰۲۱ دارای جمعیت شهری حدود ۶۸۵۰۰۰ نفر و جمعیت کلان‌شهری حدود ۱.۵ میلیون نفر است که این مسئله این شهر را به بزرگ‌ترین شهر اندلس، چهارمین شهر بزرگ اسپانیا و بیست و ششمین شهر پرجمعیت اتحادیه اروپا تبدیل می‌کند. شهر قدیمی آن با مساحت ۴ کیلومتر مربع (۲ مایل مربع)، شامل سه سایت میراث جهانی یونسکو است: مجموعه کاخ آلکازار، کلیسای جامع و آرشیو عمومی بومیان آمریکا. بندر سویا نیز واقع در حدود ۸۰ کیلومتری (۵۰ مایلی) اقیانوس اطلس، تنها بندر رودخانه ای در اسپانیا است.
از جاذبه‌های گردشگری آن کلیسای جامع سویا است.
نام اتومبیل کادیلاک سویا از این شهر گرفته شده است،که در ایالات متحده آمریکا تولید ودر  ایران مونتاژ شد و اتومبیلی لوکس،تکرار نشدنی وبی نظیر بود.

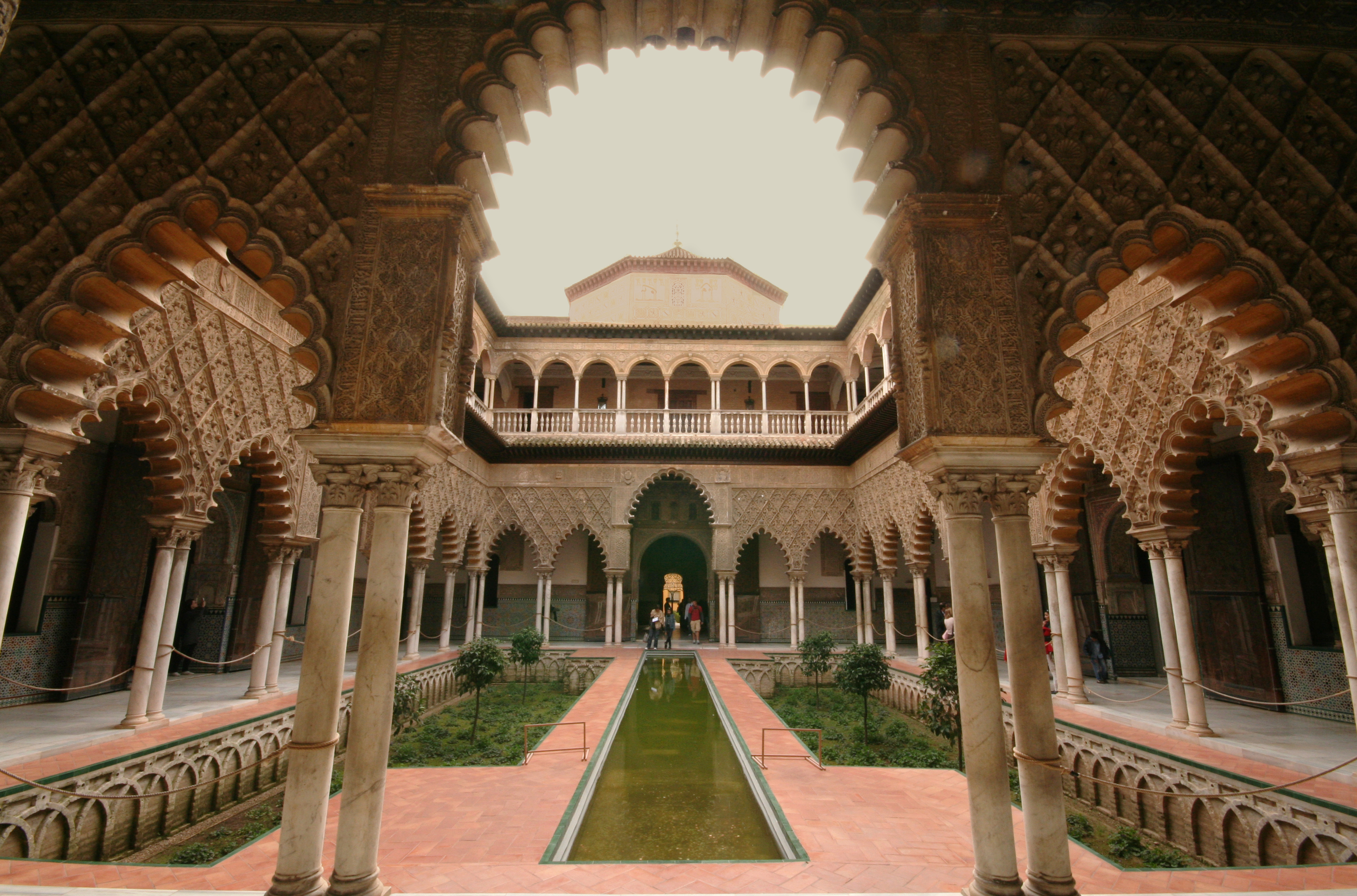
کاخ آلکازار در سویا

پایتخت اندلس دارای دمای گرم در تابستان است و حداکثر دمای روزانه به‌طور معمول بالای ۳۵ درجه سانتیگراد (۹۵ درجه فارنهایت) در ژوئیه و اوت است.

## تاریخچه
سویا تقریباً ۲۲۰۰ سال قدمت دارد. گذر تمدن‌های مختلف که در رشد آن مؤثر بوده و این شهر را با شخصیتی متمایز و یک مرکز تاریخی بزرگ و به خوبی حفظ کرده‌است.

### دوره‌های اولیه
در اسطوره‌ها بنیان‌گذار شهر هرکول (هراکلس) است که معمولاً با نام ملقرت خدای فنیقی شناخته می‌شود، که اسطوره می‌گوید از طریق تنگه جبل الطارق به اقیانوس اطلس رفت و مناطق تجاری را در مکان‌های کنونی کادیس و سویا تأسیس کرد.
سویا به عنوان شهر رومی فنیقی (هیسپال) تأسیس شد. این شهر از زمان رومیان به هیسپال و بعدها به هیسپالیس معروف بود. هیسپالیس به یکی از بازارهای بزرگ و مراکز صنعتی هیسپانیا تبدیل شده بود.

### سده‌های میانه
پس از فتح اندلس توسط مسلمانان ظاهراً به دست موسی بن نصیر در سال ۷۱۱ سویا به‌نام اِشْبیلیّه‌ (Ishbīliya) شناخته شد، پس از فروپاشی خلافت قرطبه در اوایل قرن یازدهم، به مرکز تایفای مستقل سویا تبدیل شد. بعدها توسط خلافت‌های مرابطون و موحدون اداره شد.
در قرن سیزدهم تسخیر خلافت اسلامی توسط مسیحیان رخ داد، فردیناند سوم سویا را در سال ۱۲۴۷ محاصره کرد. محاصره دریایی هم برای جلوگیری از امداد رسانی به شهر انجام شد.[۳۷] شهر در ۲۳ نوامبر 1248 پس از پانزده ماه محاصره تسلیم شد. در شرایط تسلیم، اخراج جمعیت مطرح شده بود و منابع معاصر نیز ظاهراً تأیید می‌کنند که حرکت توده‌ای از مردم به خارج از سویا واقعاً رخ داده‌است. در سال ۱۲۴۸ به تاج کاستیا پیوست.
در سال ۱۳۹۱ پس از قتل‌عام و پوگروم، که گمان می‌رود توسط اسقف شماس فرانت مارتینز تحریک شده باشد، تمام کنیسه‌های سویا به کلیسا تبدیل شدند. زمین و مغازه‌های محله یهودیان (که در باریو سانتا کروز امروزی قرار داشتند) توسط کلیسا تصاحب شد. بسیاری از یهودیان در جریان قتل‌عام کشته شدند، اگرچه اکثر آنها مجبور به تغییر مذهب یا آنوسی شدند. اولین دادگاه تفتیش عقاید اسپانیا در سال ۱۴۷۸ در سویا تشکیل شد. وظیفه اصلی آن این بود که اطمینان حاصل شود که همه مسیحیان اسمی واقعاً مانند یک مسیحی رفتار می‌کنند و آنچه یهودیت می‌خواهد را در خفا انجام نمی‌دهند.
در قرن شانزدهم به دنبال اکتشافات کریستف کلمب، سویا به دلیل نقش دروازه تجارت بین اقیانوس اطلس امپراتوری اسپانیا که از خانه قرارداد (Casa de Contratación) اداره می‌شد، به یکی از بزرگ‌ترین شهرهای اروپای غربی تبدیل شد.
«عصر طلایی توسعه» در سویا آغاز شد، زیرا تنها بندری بود که اعطای انحصار سلطنتی را برای تجارت با مستعمرات رو به رشد اسپانیا در قاره آمریکا و سرازیر شدن ثروت از آن‌ها به دست آورد.
از آنجایی که تنها کشتی‌های بادبانی که از بندر سویا خارج می‌شدند و به آن بازمی‌گشتند می‌توانستند با آمریکای اسپانیایی تجارت کنند، بازرگانان از اروپا و سایر مراکز تجاری برای خرید کالاهای تجاری جهان جدید نیاز داشتند به سویا بروند. جمعیت شهر به بیش از صد هزار نفر افزایش یافت.
سویا در قرن هفدهم، همزمان با دوره باروک، نمایانگر درخشان‌ترین شکوفایی فرهنگ شهر بود. سپس نزول تدریجی اقتصادی و جمعیتی آغاز شد، زیرا گل‌آلودگی در رودخانهٔ گوادالکیبیر، انحصار تجاری را مجبور به نقل مکان به بندر نزدیک کادیس کرد. طاعون بزرگ سویا هم در سال ۱۶۴۹، که با طغیان بیش از حد گوادالکیبیر تشدید شد، جمعیت این شهر را تقریباً به نصف کاهش داد که تا اوایل قرن ۱۹ به حالت پیشین برنگشت.

## دوران مدرن
سویا در قرن بیستم شاهد مصیبت‌های جنگ داخلی اسپانیا، نقاط عطف فرهنگی تعیین‌کننده مانند نمایشگاه ایبرو-آمریکایی در سال ۱۹۲۹ و اکسپو ۹۲ و انتخاب شهر به عنوان پایتخت جامعه خودمختار اندلس بود.
بیش از هر شهر دیگری در اروپا در سویا اپرا ساخته شده‌است. در سال ۲۰۱۲، یک مطالعهٔ کارشناسی به این نتیجه رسید که تعداد کل اپراهایی که در سویا اجرا می‌شود ۱۵۳ مورد است. از جمله آهنگسازانی که عاشق این شهر شده‌اند می‌توان به بتهوون (فیدلیو)، موتسارت (عروسی فیگارو و دون ژوان)، روسینی (آرایشگر سویا)، دونیزتی (لا محبوب) و بیزه (کارمن) اشاره کرد.

## آب و هوا
سویا دارای آب و هوای مدیترانه‌ای است (سامانه طبقه‌بندی اقلیمی کوپن Csa)، تابستان‌های بسیار گرم، خشک و زمستان‌های معتدل با بارندگی متوسط. میانگین سالانه سویا ۱۹٫۲ درجه سانتیگراد (۶۷ درجه فارنهایت) است. میانگین دمای سالانه ۲۵٫۴ درجه سانتی گراد (۷۸ درجه فارنهایت) در روز و ۱۳٫۰ درجه سانتی گراد (۵۵ درجه فارنهایت) در شب است. استان سویا در قسمت پایینی درهٔ گوادالکیبیر واقع شده‌است که اغلب به عنوان «ماهی سرخ کردنی اسپانیا» شناخته می‌شود، زیرا گرم‌ترین شهرهای کشور را در خود دارد.
سویا گرم‌ترین شهر در قاره اروپا است و دمای بالای ۴۰ درجه سانتیگراد (۱۰۴ درجه فارنهایت) در تابستان غیر معمول نیست. زمستان‌ها معتدل هستند: دسامبر و ژانویه خنک‌ترین ماه‌ها هستند.
میانگین ساعات آفتابی در سویا تقریباً ۳۰۰۰ در سال است. میزان بارندگی از ۵۰۰ تا ۶۰۰ میلی‌متر (۱۹٫۷ تا ۲۳٫۶ اینچ) متغیر است و حدود ۵۰ روز بارانی در سال با باران‌های سیل آسا مکرر وجود دارد. دسامبر مرطوب‌ترین ماه با میانگین بارندگی ۹۹ میلی‌متر (۳٫۹ اینچ) است.

## نگارخانه

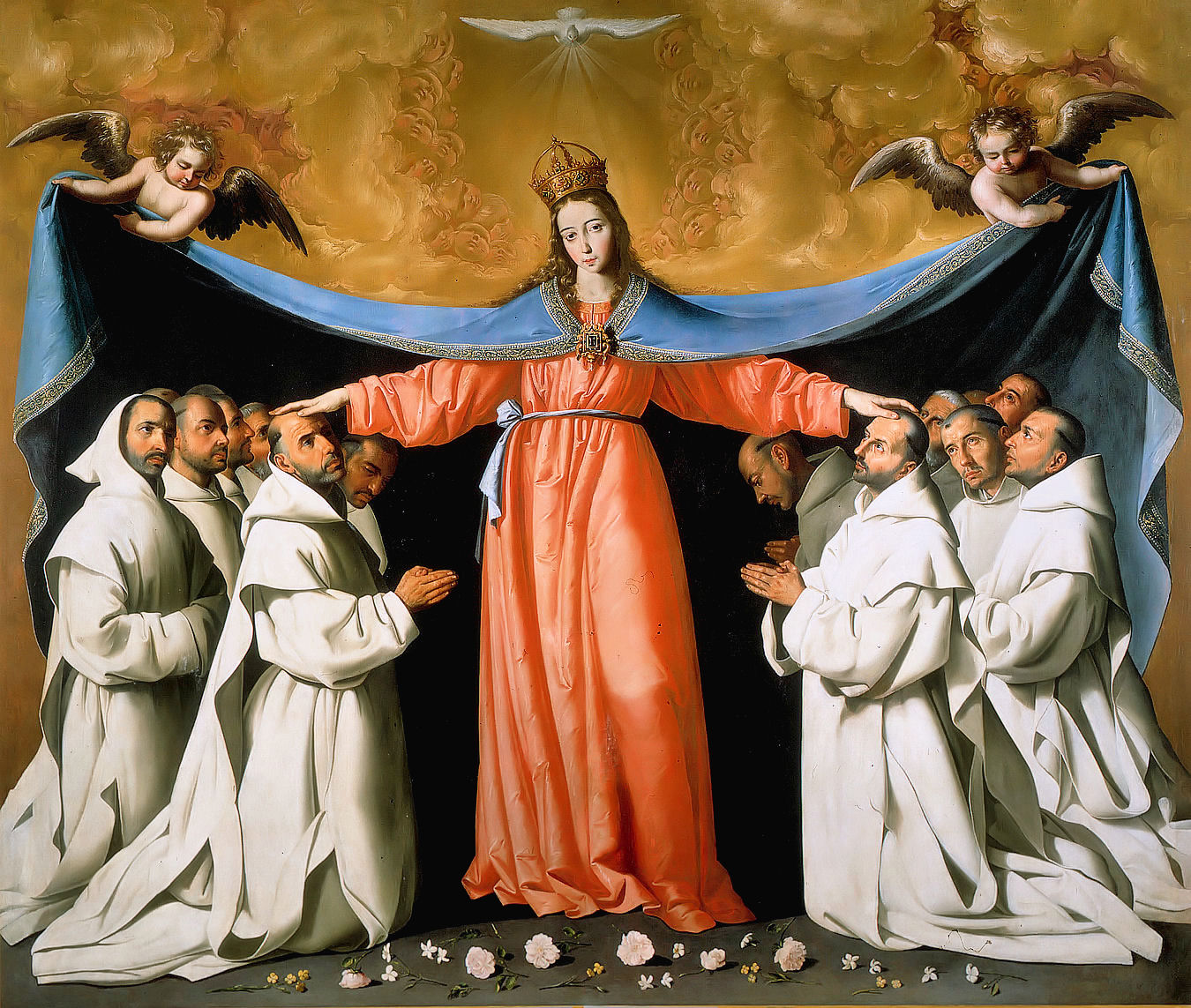
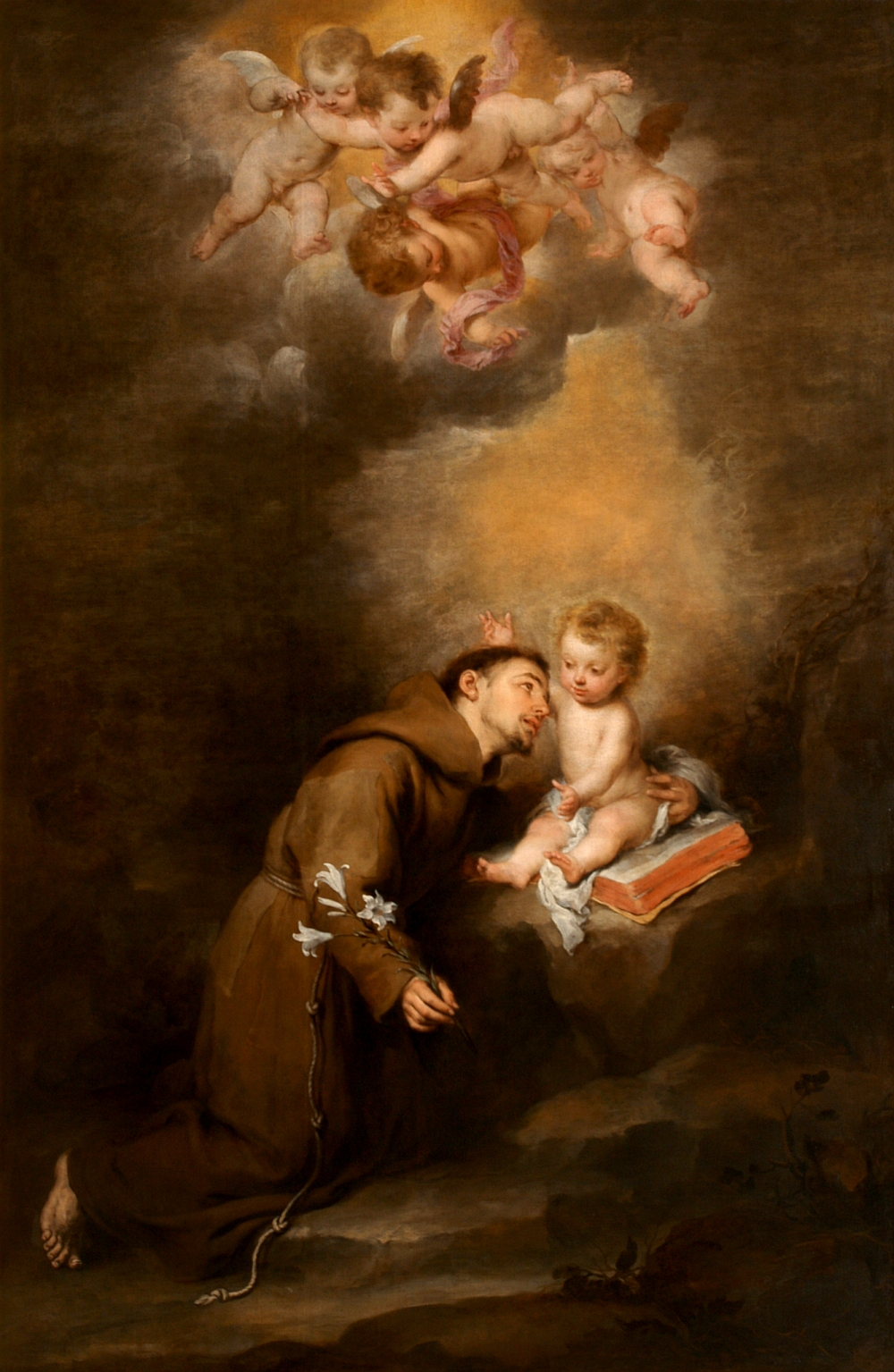
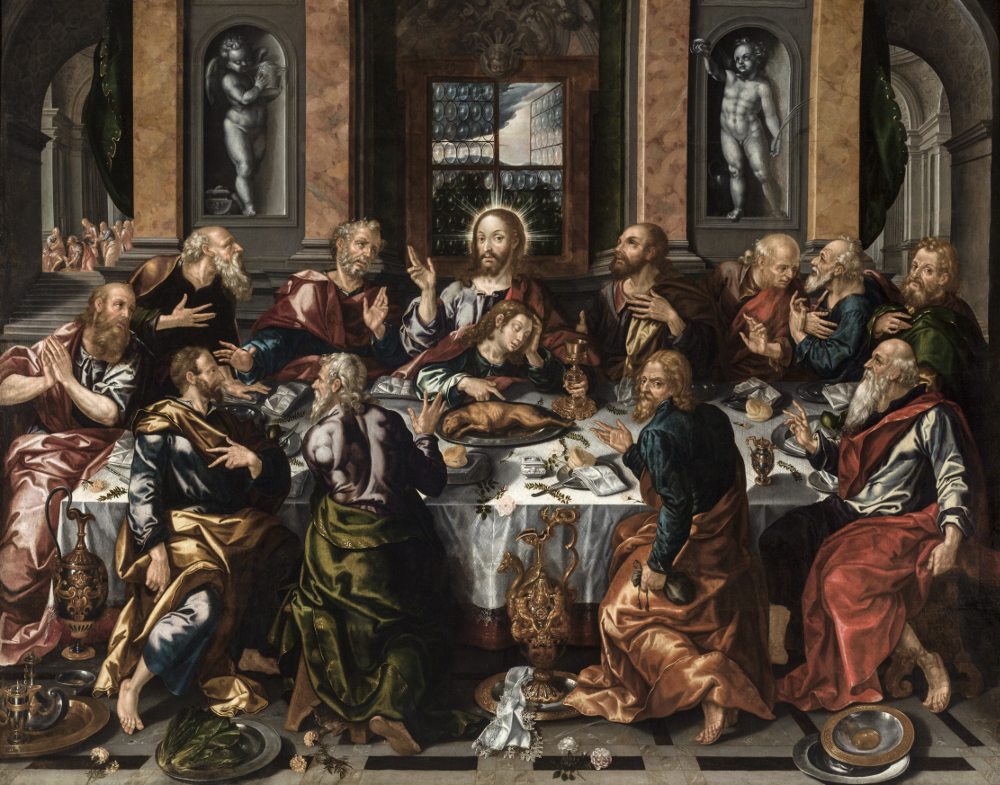
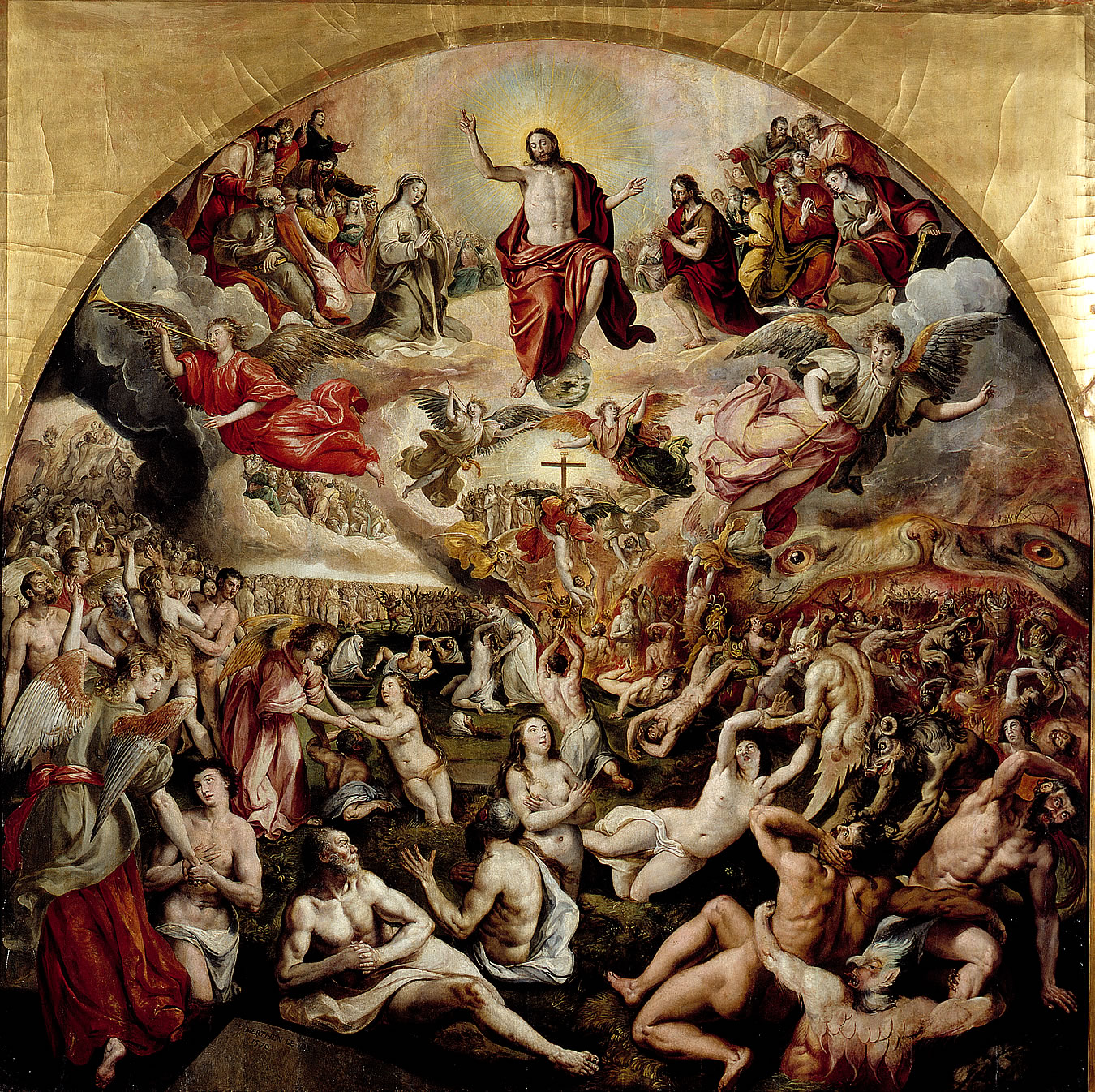
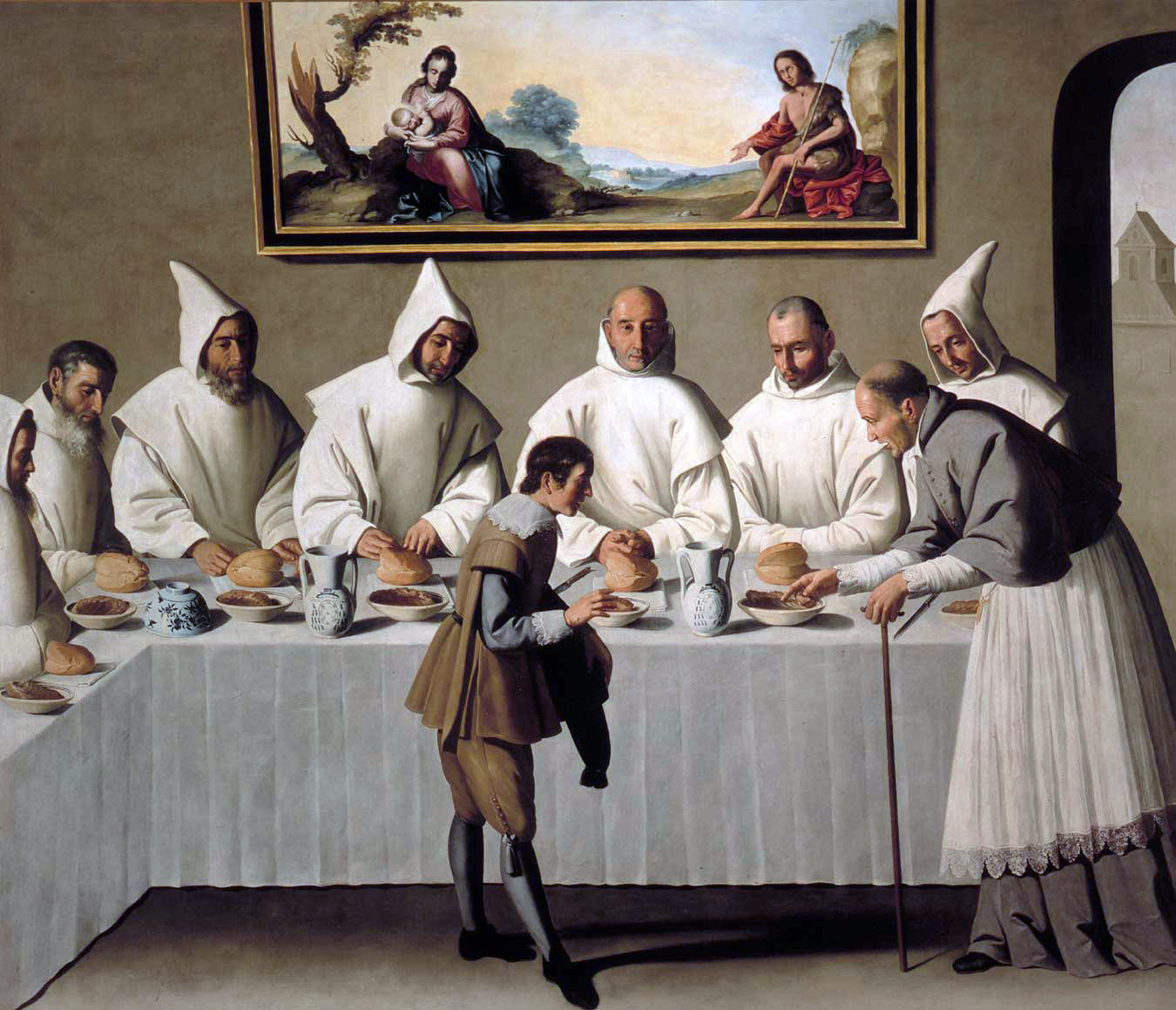
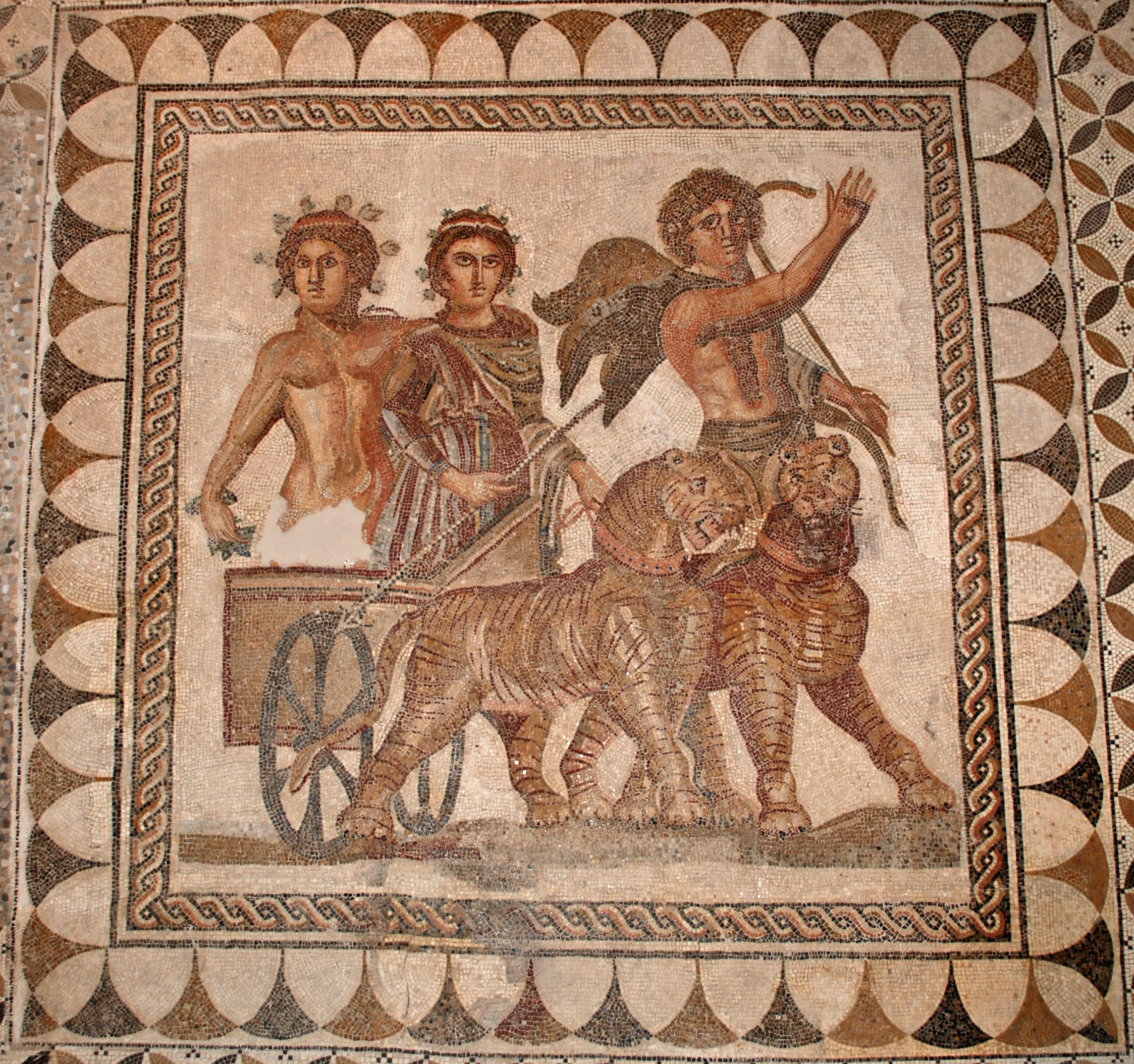